# Lista över offentlig konst i Vännäs kommun
Lista över offentlig konst i Vännäs kommun är en ofullständig förteckning över främst utomhusplacerad offentlig konst i Vännäs kommun. 
| Titel                          | Konstnär(er)     | Årtal                             | Beskrivning | Typ - material         | Stadsdel/ort | Plats Koordinater                                           | Bild                           |
| ------------------------------ | ---------------- | --------------------------------- | --- | ---------------------- | ------------ | ----------------------------------------------------------- | ------------------------------ |
| Ungdom                         | David Wretling   | 1936-40                           | På foten: "DAVID WRETLING SKULPT. 1936-40 NR. 2/3." På sidan av foten: "J.N. Rosengren Fud Limhamn". Gjuten av Rosengrens metallgjuteri AB i Limhamn | Skulptur - Brons       |              | Oskarsparken 63.90873, 19.75237                             | Ungdom                         |
| Den tunna isen bär oss inte    | Knutte Wester    | 2009 (invigd i Vännäs 3 maj 2014) | | Skulptur - Brons       |              | Vid Medborgarhuset 63.9053, 19.75213                        | Den tunna isen bär oss inte    |
| Alamin                         | Knutte Wester    | 2009                              | | Skulptur - Brons       |              | Vid entrén till äldreboendet i Vännäsby koordinater saknas  |                                |
| Organisk figur på lutande plan | Björn Fjellström | Huggen 1977, verk från 1990       | | Skulptur - Granit      |              | Vegaskolan Vännäs 63.90809, 19.75423                        | Organisk figur på lutande plan |
| Hägring                        | Kent Karlsson    | 1999                              | | Skulptur - Glas        |              | 14 km väster om Vännäs, utmed riksväg 92 63.92955, 19.51807 | Hägring                        |
| Eldsoffa                       | Ulf Rollof       | 1997                              | | Skulptur - murat tegel |              | Vid östra infarten till Vännäs 63.9227, 19.75407            | Eldsoffa                       |